# Bonaire
Bonaire (czyt. [Bone:r], pap. Boneiru) – wyspa i gmina zamorska (openbaar lichaam / entidat públiko) w Ameryce Południowej, w Holandii Karaibskiej należąca do Holandii, na Morzu Karaibskim u wybrzeży Wenezueli, wchodząca w skład Wysp Zawietrznych, w archipelagu Małych Antyli. Razem z wyspami Arubą i Curaçao tworzą grupę wysp ABC. Stolicą wyspy jest Kralendijk, najstarszą jej miejscowością jest Rincon. Do Bonaire należy niezamieszkana wyspa Klein Bonaire o pow. 6 km², która leży na zachodnim jej wybrzeżu. Nie należy do strefy Schengen, ani do Unii Europejskiej.
Na podstawie reformy konstytucyjnej Królestwa Niderlandów, 10 października 2010 Antyle Holenderskie przestały istnieć, a Bonaire stało się holenderską gminą zamorską, która będzie mogła zostać włączona, jeśli sobie tego zażyczy, do Unii Europejskiej jako jej region peryferyjny. Obecnie razem z Sabą i Sint Eustatius tworzy wyspy BES.

## Demografia
Powierzchnia Bonaire wynosi 288 km². W roku 2024 liczyła 25 133 mieszkańców. W 2001 roku wyspę zamieszkiwało 10 791 osób, a gęstość zaludnienia wyniosła 37 os./km². Po spisie ludności w 2004 roku, ludność zmalała do 10 185 osób, a gęstość zaludnienia wyniosła 35 os./km².

### Narodowości
74,9% mieszkańców wyspy to Holendrzy (1 stycznia 2024).
| Kontynent | Liczba |
| --------- | ------ |
| Afryka    | 25     |
| Ameryka   | 5337   |
| Azja      | 471    |
| Europa    | 462    |
| Oceania   | 6      |

### Polacy na Bonaire
W 2024 r. na Bonaire mieszkało 11 Polaków. W poprzednich latach liczba osób narodowości polskiej przedstawiała się następująco:
| Rok  | Liczba |
| ---- | ------ |
| 2011 | 7      |
| 2015 | 10     |
| 2020 | 9      |

## Podział administracyjny
Gmina zamorska dzieli się na dwie miejscowości (kern), w skład których wchodzi 20 dzielnic (wijk) oraz dwie dzielnice (buurt). Jedyne miasto wyspy to jego stolica.
1. Kralendijk, miasto i jego dzielnice (wijk)
- Amboina
- Belnem
- Entrejol Pabou
- Entrejol Pariba
- Guatemala
- Hato
- Lagun Hill
- Lima
- Mexico
- Nawati Noord
- Nawati Zuid
- Nikiboko
- Noord Saliña
- Playa
- Playa Pabou
- Playa Pariba
- Sabadeco
- Sabana
- Santa Barbara
- Tera Kora

2. Rincon, wieś i jej dzielnice (buurt)
- Rincon Noord
- Rincon Zuid

## Religia
Zgodnie z danymi statystycznymi za 2021 r.:
- katolicy – 60,3%
- niereligijni – 15,2%
- ewangelikalni – 6,2%
- pentekostaliści – 4,9%
- protestanci – 3,3%
- adwentyści dnia siódmego – 2,0%
- świadkowie Jehowy – 1,4%
- anglikanie – 0,4%
- inne religie – 5,8%

Katolicy na wyspie należą do diecezji Willemstad. 42,5% wiernych nie chodzi do kościoła wcale, bądź rzadziej niż raz w miesiącu.

## Transport

### Lotniczy
Niedaleko stolicy wyspy Kralendijk, znajduje się port lotniczy Bonaire International Airport. Jest on czwartym największym lotniskiem Holandii

### Morski
Na wyspie znajduje się pięć portów morskich, z czego najważniejszy jest w Kralendijk. Przypływają tutaj nie tylko statki wycieczkowe, ale również frachtowce. 

### Publiczny
Bonaire nie posiada transportu publicznego. W 2024 r. deputowani rozpoczęli rozmowy z Holandią o wprowadzeniu wyspiarskiej komunikacji autobusowej.

## Gospodarka
Ważną rolę w gospodarce wyspy odgrywa turystyka, rybołówstwo oraz uprawa aloesu i agawy sizalowej.

### Turystyka
Turyści przybywający na wyspę w 2023 r.:
| Kraj                 | %  |
| -------------------- | -- |
| Holandia             | 47 |
| Stany Zjednoczone    | 22 |
| Karaiby Holenderskie | 16 |
| Kanada               | 2  |
| Niemcy               | 2  |
| Brazylia             | 1  |
| Francja              | 1  |
| Wielka Brytania      | 1  |
| Kolumbia             | 1  |
| Pozostałe            | 7  |

## Przyroda
W północnej części wyspy znajduje się park narodowy Washington-Slagbaai, w którym znajduje się najwyższy punkt wyspy Subi Brandaris.